# Campeonato Maranhense de Futebol de 1967
O Campeonato Maranhense de Futebol de 1967 foi a 46º edição da divisão principal do campeonato estadual do Maranhão. O campeão foi o Moto Club que conquistou seu 12º título na história da competição. O artilheiro do campeonato foi Ferreirinha, jogador do Graça Aranha, com 8 gols marcados.

## Premiação
| Campeonato Maranhense de 1967  |
| São Luís                       |
| ------------------------------ |
| Moto Club Campeão (12º título) |